# Tina Bachmann (hockey sur gazon)
Pour les articles homonymes, voir Tina Bachmann et Bachmann.
Tina Bachmann, née le 1er août 1978 à Mülheim, est une joueuse allemande de hockey sur gazon, évoluant au milieu de terrain ou en défense.
Bachmann, fille de Hans-Gerd Bachmann, champion d'Europe de hockey sur gazon, joue dans les catégories de jeunes au HTC Uhlenhorst Mülheim. En 1996, elle rejoint le Club Raffelberg de Duisbourg, où elle entraîne l'équipe C masculine. Depuis 2004, Tina Bachmann joue pour l'Eintracht Braunschweig dans le championnat d'Allemagne de hockey sur gazon féminin.
Bachmann.
Joueuse de l'équipe d'Allemagne de hockey sur gazon féminin, elle compte dans son palmarès une médaille d'or olympique aux Jeux olympiques de 2004 à Athènes, une victoire au championnat d'Europe de hockey sur gazon féminin 2007 et le Champions Trophy en 2006. Aux Jeux olympiques de 2008 à Pékin, Bachmann et ses coéquipières se classent à la quatrième place.